# خوان فيرا (لاعب كرة قدم)
خوان فيرا (بالإسبانية: Juan Vera)‏ هو لاعب كرة قدم باراغواياني في مركز الوسط، ولد في 5 فبراير 1999 في باراغواي. لعب مع تشاكاريتا جيونيورز.

## وصلات خارجية
- خوان فيرا (لاعب كرة قدم) على موقع قاعدة بيانات كرة القدم.إي يو (الإنجليزية)
- خوان فيرا (لاعب كرة قدم) على موقع Soccerway.com (الإنجليزية)